# Stati con armi nucleari
     Stati con armi nucleari aderenti al TNP (Cina, Francia, Regno Unito, Russia, USA)
     Stati con armi nucleari non aderenti al TNP (India, Corea del Nord, Pakistan)
     Stati con armi nucleari non dichiarate (Israele)
     Stati in condivisione nucleare con altri Stati (Belgio, Bielorussia, Germania, Italia, Paesi Bassi, Turchia)
     Stati che in passato possedevano armi nucleari (Kazakistan, Sudafrica, Ucraina)

Mappa dei paesi con armi nucleari.
Stati con armi nucleari aderenti al TNP (Cina, Francia, Regno Unito, Russia, USA)
Stati con armi nucleari non aderenti al TNP (India, Corea del Nord, Pakistan)
Stati con armi nucleari non dichiarate (Israele)
Stati in condivisione nucleare con altri Stati (Belgio, Bielorussia, Germania, Italia, Paesi Bassi, Turchia)
Stati che in passato possedevano armi nucleari (Kazakistan, Sudafrica, Ucraina)

Con l'espressione "Stati con armi nucleari" si indicano quegli Stati che hanno costruito, hanno testato e sono attualmente in possesso di armi nucleari di qualunque tipo; in termini colloquiali, spesso ci si riferisce a questi Stati con l'espressione "club nucleare". In base ai termini del trattato di non proliferazione nucleare (TNP), entrato in vigore il 5 marzo 1970, sono considerati "Stati con armi nucleari" (nuclear weapons states o NWS) quegli Stati che hanno assemblato e testato ordigni nucleari prima del 1º gennaio 1967: Stati Uniti d'America, Russia (succeduta all'Unione Sovietica), Regno Unito, Francia e Cina, ovvero i cinque membri permanenti del Consiglio di sicurezza delle Nazioni Unite.
Oltre a questi, altri quattro Stati, non aderenti al TNP, hanno sviluppato e sono in possesso di armamenti nucleari: India, Pakistan, Corea del Nord (aderente al TNP nel 1985 ma ritiratasi da esso nel 2001) e Israele (sebbene il governo israeliano non abbia mai confermato ufficialmente di possedere un arsenale nucleare); lo status di questi Stati circa gli armamenti nucleari non è formalmente riconosciuto dagli organismi internazionali, ma è contemplato nelle pianificazioni strategiche dei principali Stati nucleari. Il Sudafrica allestì un arsenale nucleare tra la metà degli anni settanta e la fine degli anni ottanta ma scelse spontaneamente di smantellarlo nel 1991; i neo indipendenti Stati di Bielorussia, Kazakistan e Ucraina si ritrovarono a gestire armi nucleari ex sovietiche dopo la dissoluzione dell'URSS, smantellandole o consegnandole alla Russia entro il 1997.
Oltre a questi, svariati altri Stati hanno avviato e sviluppato, soprattutto negli anni della guerra fredda, programmi nucleari militari, senza però arrivare mai alla costruzione e alla sperimentazione di un ordigno atomico.

## Stati con armi nucleari
Il numero esatto di testate nucleari a disposizione di ciascuno Stato è un segreto di Stato: per la maggior parte degli Stati con armi nucleari esistono solo stime basate su analisi di esperti, dichiarazioni pubbliche e fughe di notizie; a ciò fanno eccezione gli Stati Uniti e la Russia che, sulla base della serie di trattati START, devono sottoporre i propri arsenali nucleari a periodiche ispezioni pubbliche. Il numero di testate nucleari totali comprende sia le testate effettivamente attive e funzionanti, sia quelle poste in riserva e stoccate in arsenale.
Da una punta massima di 65 000 testate nucleari attive nel 1985, si è passati a circa 12 241 testate nucleari totali nel 2025, di cui 3 912 operative e il resto in riserva; la distinzione tra testate "operative" e "in riserva" è molto esile, visto che le seconde possono essere portate a livelli operativi nel giro di pochi giorni o settimane.
| Stato                     | Numero di testate (per anno) | Numero di testate (per anno) | Numero di testate (per anno) | Numero di testate (per anno) | Numero di testate (per anno) | Anno del primo test nucleare | Test eseguiti | Status CTBT     |
| Stato                     | 2011                         | 2016                         | 2018                         | 2021                         | 2025                         | Anno del primo test nucleare | Test eseguiti | Status CTBT     |
| ------------------------- | ---------------------------- | ---------------------------- | ---------------------------- | ---------------------------- | ---------------------------- | ---------------------------- | ------------- | --------------- |
| Stati aderenti al TNP     |                              |                              |                              |                              |                              |                              |               |                 |
| Stati Uniti               | 7 700                        | 7 000                        | 6 450                        | 5 550                        | 5 177                        | 1945 ("Trinity")             | 1 054         | Solo firmatario |
| Russia                    | 8 500                        | 7 290                        | 6 850                        | 6 257                        | 5 459                        | 1949 ("RDS-1")               | 715           | Solo firmatario |
| Regno Unito               | 225                          | 215                          | 215                          | 225                          | 225                          | 1952 ("Hurricane")           | 49            | Ratificato      |
| Francia                   | 300                          | 300                          | 300                          | 290                          | 290                          | 1960 ("Gerboise bleue")      | 211           | Ratificato      |
| Cina                      | 240                          | 260                          | 280                          | 350                          | 600                          | 1964 ("596")                 | 45            | Solo firmatario |
| Stati non aderenti al TNP |                              |                              |                              |                              |                              |                              |               |                 |
| India                     | 80 - 100                     | 110                          | 130-140                      | 156                          | 180                          | 1974 ("Smiling Buddha")      | 6             | Non firmatario  |
| Pakistan                  | 90 - 110                     | 120                          | 140-150                      | 165                          | 170                          | 1998 ("Chagai-I")            | 6             | Non firmatario  |
| Corea del Nord            | meno di 10                   | 10                           | 10-20                        | 40-50                        | 50                           | 2006 (test del 2006)         | 6             | Non firmatario  |
| Israele                   | 80                           | 80                           | 80                           | 90                           | 90                           | nessun test ufficiale        | -             | Solo firmatario |

### Stati aderenti al TNP

#### Stati Uniti

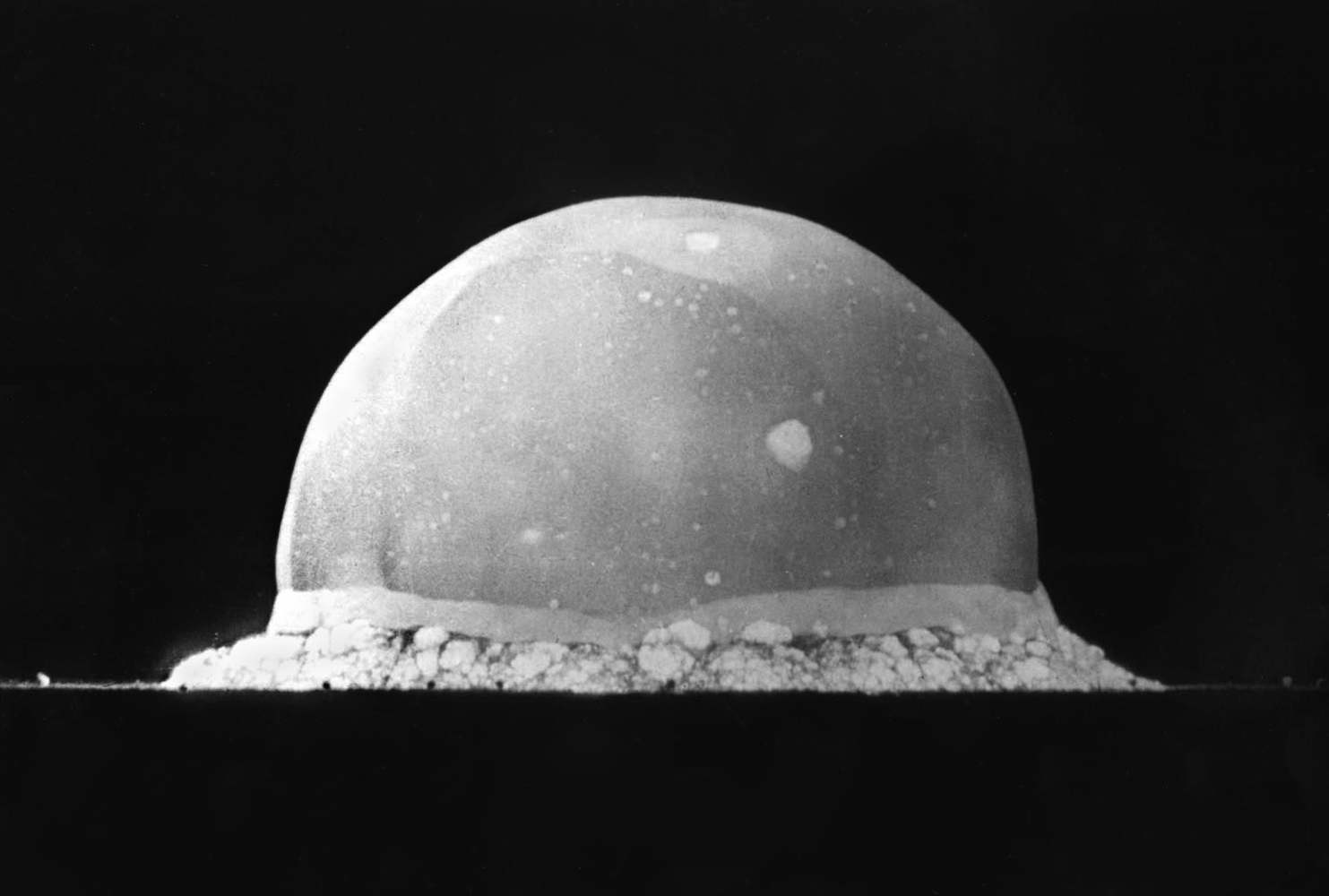
L'esplosione dell'ordigno "The Gadget", il primo test nucleare della storia

Gli Stati Uniti d'America furono la prima nazione al mondo a costruire e testare un'arma nucleare: il 16 luglio 1945, durante il cosiddetto test "Trinity", un ordigno sperimentale a base di plutonio ("The Gadget") fu fatto detonare nel deserto fuori dalla base militare di Alamogordo, nel Nuovo Messico, generando un'esplosione atomica di 19-21 chilotoni; il programma nucleare statunitense (progetto Manhattan) era stato avviato già nel 1939. Gli Stati Uniti sono anche l'unica nazione ad aver impiegato in guerra armi nucleari: il 6 agosto 1945 un ordigno all'uranio ("Little Boy") fu fatto detonare sopra la città giapponese di Hiroshima, esplodendo con la forza di 15 chilotoni e uccidendo un totale di 118 661 persone; il 9 agosto seguente, un secondo ordigno al plutonio ("Fat Man") fu fatto detonare sopra la città di Nagasaki, generando un'esplosione di 21 chilotoni e uccidendo 73 884 persone. Gli Stati Uniti testarono la loro prima bomba all'idrogeno ("Ivy Mike") il 1º novembre 1952 sopra l'atollo di Enewetak; esperimenti per la costruzione di una bomba al neutrone furono avviati nel 1962, ma il programma fu sospeso dal presidente Jimmy Carter nel 1978.
Nel 1966, in piena guerra fredda, l'arsenale nucleare statunitense raggiunse il suo massimo con 32 000 testate disponibili; da allora il numero totale andò progressivamente calando, fino alle 7 700 testate disponibili alla fine del 2012. Dopo esserne stati i promotori e i negoziatori, il 7 ottobre 1963 gli Stati Uniti firmarono e successivamente ratificarono il Partial Test Ban Treaty (PTBT), che proibiva i test nucleari in atmosfera, mentre il 24 settembre 1996 firmarono ma non ratificarono il Comprehensive Test Ban Treaty (CTBT), che mise al bando qualsiasi tipo di test nucleare; fino al 1963 gli Stati Uniti avevano condotto 1 054 test nucleari, di cui 278 in atmosfera.

#### Russia (Unione Sovietica)

La disponibilità di testate nucleari di URSS/Russia e Stati Uniti tra il 1945 e il 2006

Il programma nucleare militare sovietico fu avviato all'inizio del 1943, anche se le esigenze belliche della seconda guerra mondiale ne ritardarono lo svolgimento iniziale: nuovi laboratori di ricerca furono stabiliti nel 1946 nella città chiusa di Arzamas-16 (oggi Sarov) e il programma subì un'accelerazione sotto la direzione di Lavrentij Pavlovič Berija, capo dell'NKVD, anche grazie a una massiccia attività di spionaggio ai danni del progetto Manhattan statunitense. Il primo test nucleare sovietico ("RDS-1" o Pervaya Molniya, "primo fulmine") fu eseguito il 29 agosto 1949 nel poligono di Semipalatinsk, oggi in Kazakistan: l'ordigno al plutonio, una copia fedele di "Fat Man", esplose con una forza di 22 chilotoni. Il primo congegno all'idrogeno sovietico fu testato a Semipalatinsk il 12 agosto 1953, anche se la prima vera e propria bomba all'idrogeno fu fatta detonare il 22 novembre 1955 ("RDS-37"); il 30 ottobre 1961 i sovietici testarono il più potente ordigno nucleare mai realizzato, una bomba all'idrogeno ("Bomba Zar") che esplose nel poligono di Mitjušicha, sull'isola Severnyj (arcipelago della Novaja Zemlja), con una potenza di 50 megatoni.
Nel 1988 l'arsenale sovietico raggiunse il suo massimo con 45 000 testate nucleari disponibili, per poi calare progressivamente negli anni seguenti anche per via delle limitazioni imposte dai trattati START; con la dissoluzione dell'URSS nel dicembre del 1991, la responsabilità del rimanente arsenale sovietico è passata alla Federazione russa, la quale disponeva ancora di 8.500 testate alla fine del 2012. Nel 1963 l'URSS fu tra gli Stati negoziatori del PTBT, che firmò e ratificò, mentre l'odierna Federazione Russa firmò e ratificò il CTBT nel 1996, dopo che l'ultimo test nucleare fu effettuato il 24 ottobre 1990; in totale i sovietici eseguirono 715 esperimenti nucleari, di cui 177 atmosferici.

#### Regno Unito

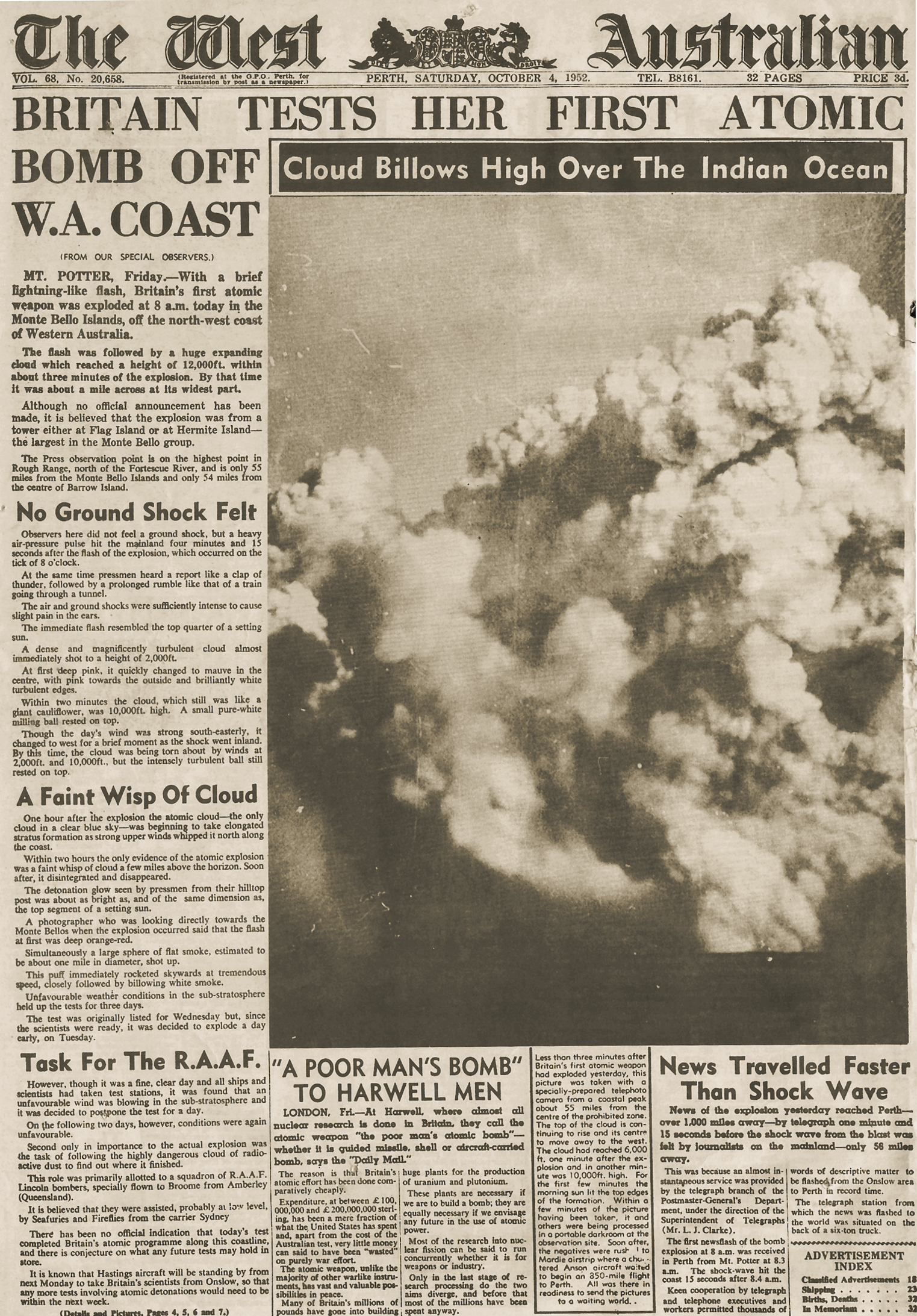
Un giornale australiano annuncia il primo test britannico dell'operazione Hurricane

Scienziati ed esperti nucleari britannici collaborarono al progetto Manhattan statunitense durante gli anni della seconda guerra mondiale, ma nell'agosto del 1946 la legge MacMahon vietò agli Stati Uniti qualsiasi collaborazione in campo nucleare con Stati esteri, compresi gli alleati; il governo di Clement Attlee avviò quindi un autonomo programma nucleare militare britannico nel gennaio del 1947. Il primo test nucleare britannico si ebbe il 3 ottobre 1952 ("operazione Hurricane"), quando un dispositivo al plutonio del tipo di "Fat Man" fu fatto detonare sopra una vecchia imbarcazione militare ancorata vicino alla piccola isola di Trimouille, nell'arcipelago australiano di Montebello, generando un'esplosione di 25 chilotoni; i primi esemplari di ordigni all'idrogeno britannici furono invece sperimentati durante la serie di test dell'operazione Grapple, tra il 1956 e il 1958, al largo delle isole di Malden e Christmas nell'Oceano Pacifico: Grapple X, la prima vera bomba all'idrogeno britannica, detonò l'8 novembre 1957 con una carica esplosiva di 1,8 megatoni.
Nel luglio del 1958 il presidente Dwight D. Eisenhower apportò modifiche alla legge sull'energia atomica statunitense e diede avvio a una ripresa dei contatti tra Stati Uniti e Regno Unito sullo sviluppo delle armi nucleari, comportando ad esempio lo scambio di tecnologie belliche tra i due paesi e l'accesso da parte dei britannici al Nevada Test Site per i loro esperimenti; durante il periodo della guerra fredda i centri di produzione britannici assemblarono un totale di 1 100 ordigni nucleari, anche se alla fine del 2012 il Regno Unito disponeva di sole 225 testate. Insieme con Stati Uniti e URSS, il Regno Unito fu tra i negoziatori del PTBT nel 1963, che firmò e ratificò, oltre a ratificare il CTBT il 24 settembre 1996, dopo che l'ultimo test ("Julin Bristol") era stato eseguito il 26 novembre 1991; in totale i britannici eseguirono 49 test nucleari di cui 25 atmosferici: 12 in territorio australiano, 9 nelle isole del Pacifico e il resto in territorio statunitense.

#### Francia

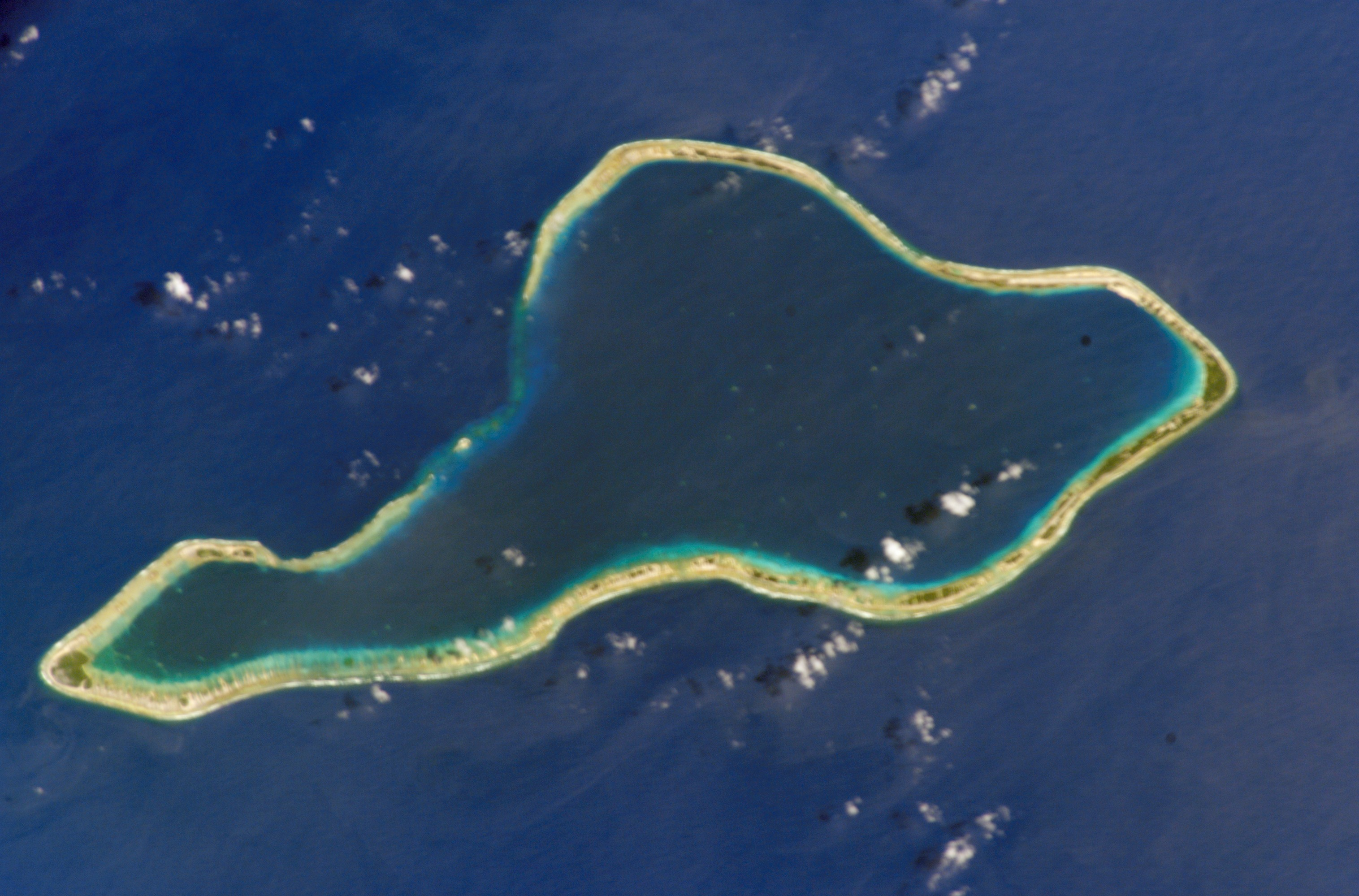
L'atollo di Mururoa, sede degli ultimi test nucleari francesi nel gennaio del 1996

Esperti francesi collaborarono al progetto Manhattan statunitense durante gli anni della seconda guerra mondiale, ma nel dopoguerra la Francia non avviò immediatamente un programma nucleare militare, concentrandosi invece sullo sviluppo del nucleare civile; la situazione cambiò sul finire del 1956, quando la crisi di Suez dimostrò la perdita d'importanza della Francia sul piano internazionale e la scarsa collaborazione degli Stati Uniti per le questioni coloniali europee. Il programma nucleare militare francese fu avviato dal presidente René Coty nel 1957, ma conobbe un'impennata dopo il ritorno alla presidenza di Charles de Gaulle; il primo test nucleare francese ("Gerboise bleue") fu eseguito il 13 febbraio 1960 nel deserto fuori della base militare di Reggane, nel Sahara algerino: l'ordigno al plutonio detonò con una forza di 70 chilotoni, il più potente "primo test nucleare" mai realizzato. La prima bomba all'idrogeno francese ("Canopus") fu invece testata il 24 agosto 1968 nell'atollo di Fangataufa, nel Pacifico, generando un'esplosione di 2,6 megatoni; secondo alcune fonti la Francia avrebbe portato avanti un avanzato programma per la realizzazione di bombe al neutrone già dal 1967, anche se nessun tipo di tale ordigno sarebbe mai stato testato.
L'arsenale nucleare francese disponeva alla fine del 2012 di circa 300 testate. La Francia non aderì al PTBT ma abbandonò autonomamente i test atmosferici nel 1974; dopo una moratoria imposta dal presidente François Mitterrand nel 1992, i test nucleari ripresero nel giugno del 1995 sotto la presidenza di Jacques Chirac: sei test furono eseguiti nell'atollo di Mururoa fino al 27 gennaio 1996, prima che la Francia siglasse e ratificasse il CTBT il 24 settembre 1996. In totale furono eseguiti 211 esperimenti francesi con armi nucleari, di cui 59 in atmosfera.

#### Cina
Il programma nucleare cinese fu avviato alla metà degli anni cinquanta in collaborazione con i sovietici, ma a partire dal 1960, con l'acuirsi delle tensioni tra i due paesi, questo proseguì in maniera autonoma, concentrandosi sulla rapida realizzazione di una forza deterrente da opporre a URSS e Stati Uniti. Il primo test nucleare cinese (noto semplicemente come "596") fu eseguito il 16 ottobre 1964 nel poligono di Lop Nur, nella zona nord-occidentale del paese, con un ordigno a fissione d'uranio che generò una potenza di 22 chilotoni; lo sviluppo del programma proseguì spedito, e già il 17 giugno 1967 fu testato sempre a Lop Nur il primo congegno all'idrogeno da 3,3 megatoni ("Test numero 6"), appena 32 mesi dopo il primo test nucleare (il più breve passaggio bomba a fissione - bomba a fusione mai registrato). Sembra ormai certo che l'arsenale nucleare cinese comprenda anche bombe al neutrone, sebbene nessun congegno di questo tipo sia mai stato testato. L'arsenale cinese ha raggiunto il suo picco nel 2001 con 540 testate operative, cifra poi scesa a circa 240 nel giugno 2011 e rimasta inalterata alla fine del 2012; a causa dell'elevato grado di riservatezza circa il programma nucleare militare cinese, le stime sul numero di testate operative variano molto, andando da un minimo di 100 a un massimo di 400.
La Cina è l'unica tra le nazioni firmatarie del TNP ad aver esplicitamente aderito alla politica del "non primo uso", dichiarando ufficialmente che non userà mai le armi nucleari contro qualsiasi altro Stato a meno di non essere attaccata con le medesime; analogamente, la Cina segue ufficialmente la dottrina del "minimo deterrente", realizzando un arsenale nucleare finalizzato esclusivamente a fare da deterrente credibile contro un attacco nemico. La Cina non ha mai aderito al PTBT, continuando con i test atmosferici fino al 16 ottobre 1980, ma in seguito ha firmato ma non ratificato il CTBT il 24 settembre 1996; in totale i cinesi hanno eseguito 45 esperimenti nucleari di cui 23 in atmosfera.

### Stati non aderenti al TNP

#### India

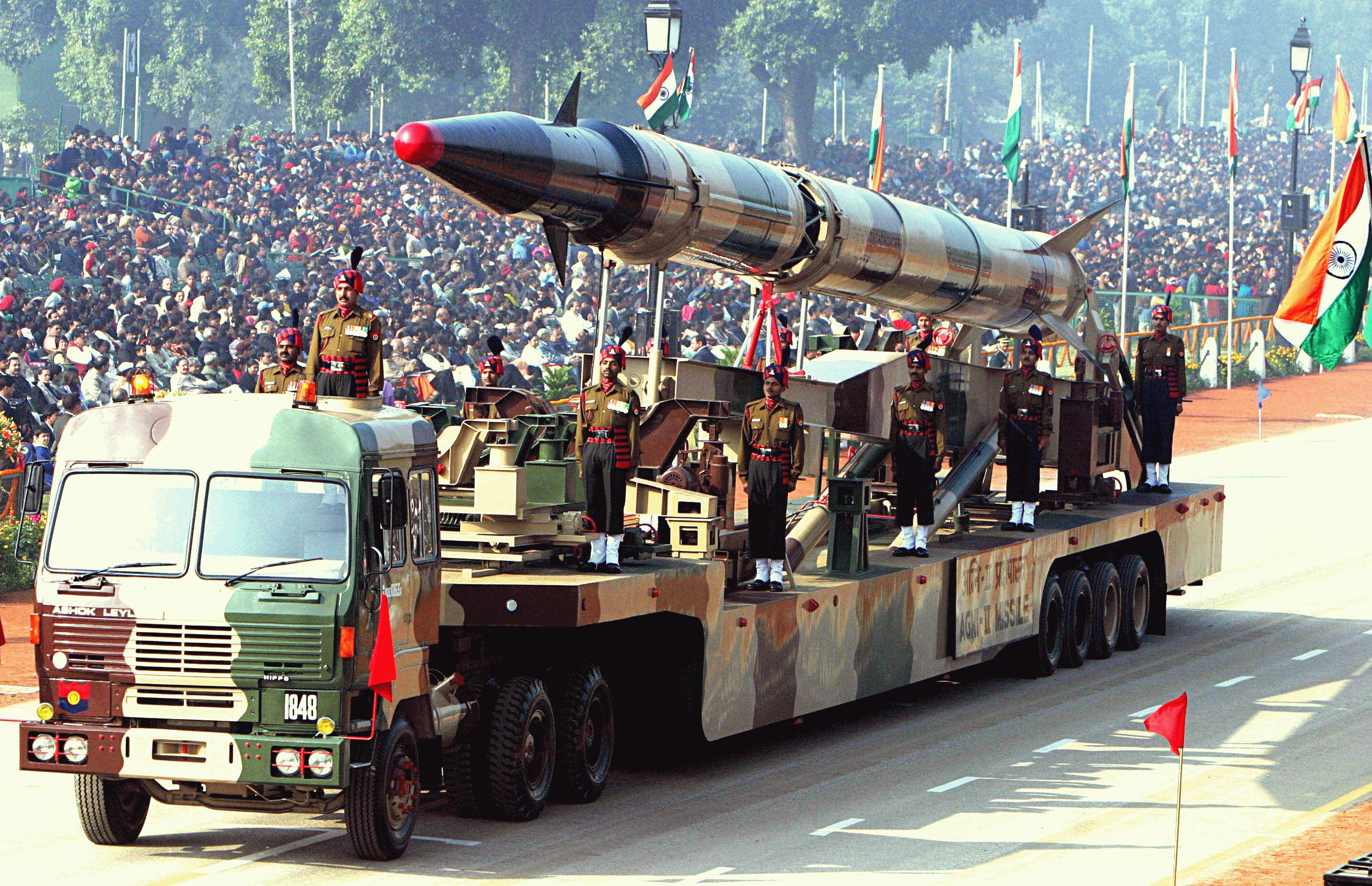
Un missile balistico indiano Agni-II, equipaggiabile con testate nucleari

Il primo reattore nucleare indiano fu costruito nel 1964 in collaborazione con un'agenzia canadese, mentre la produzione di plutonio iniziò nel 1966 sfruttando apparati tecnici di produzione francese; il programma nucleare militare indiano si sviluppò nel periodo immediatamente seguente, con lo scopo di costruire una forza deterrente contro gli ostili paesi vicini, la Cina e il Pakistan, oltre che per riaffermare il ruolo di potenza regionale della nazione. Il primo test nucleare indiano ("Smiling Buddha") fu eseguito il 18 maggio 1974 nel sottosuolo del deserto fuori Pokaran: vi è molto dibattito circa l'esatta energia prodotta dalla detonazione del dispositivo al plutonio, con un valore ufficiale fissato a 12 chilotoni ma con stime che variano da un minimo di 4 chilotoni a un massimo di 20 chilotoni. Il test, il primo dall'entrata in vigore del TNP il 5 marzo 1970, generò reazioni sostanzialmente negative, portando all'interruzione della collaborazione in campo nucleare tra l'India e gli altri paesi (in primo luogo il Canada) e più in generale generando una maggiore attenzione internazionale sul problema della proliferazione nucleare; gli Stati Uniti, tuttavia, non assunsero una posizione critica ma lavorarono per migliorare le relazioni tra le due nazioni.
Una nuova serie di cinque test nucleari sotterranei ("operazione Shakti"), durante i quali furono sperimentati anche dispositivi all'idrogeno, si ebbe tra l'11 e il 13 maggio 1998, sempre nel poligono di Pokaran; questa volta la reazione della comunità internazionale fu più dura, e con la risoluzione 1172 del Consiglio di sicurezza delle Nazioni Unite al paese furono inflitte sanzioni finalizzate a impedirgli l'acquisizione di tecnologie o materiali per il suo programma nucleare. Il regime delle sanzioni andò attenuandosi a partire dal luglio 2005, quando una serie di accordi tra Stati Uniti e India, approvati dall'AIEA, riaprì la collaborazione tra le due nazioni nel campo del nucleare civile; il Dipartimento di Stato statunitense sottolineò comunque che gli Stati Uniti non riconoscevano l'India come uno "Stato con armi nucleari".
Come la Cina, il governo indiano ha ufficialmente adottato sia la politica del "non primo uso" sia la dottrina del "minimo deterrente"; l'India ha firmato il PTBT ma non il CTBT, realizzando un totale di sei test nucleari tutti sotterranei. Alla fine del 2020 le stime davano un totale di 140 - 150 testate nucleari disponibili nell'arsenale indiano.

#### Pakistan
Il programma nucleare pakistano fu avviato dal presidente Zulfiqar Ali Bhutto nel 1972, come risposta alla sconfitta del Pakistan per opera dell'India nella precedente guerra indo-pakistana del 1971; il test nucleare indiano del 1974 non fece altro che accelerare il programma pakistano, passato nel 1975 sotto la direzione dell'ingegnere Abdul Qadeer Khan, formatosi in Germania Ovest: il Pakistan poté beneficiare ampiamente del supporto della Cina, che fornì progetti, componenti e tecnologie. Secondo fonti pakistane il paese costruì le sue prime armi nucleari nel 1987, anche se il primo test ("Chagai-I") si svolse solo il 28 maggio 1998, quando un ordigno all'uranio fu fatto detonare nel sottosuolo del poligono delle Chagai Hills, nell'omonimo distretto del Pakistan occidentale, generando un'esplosione da 30 - 35 chilotoni; il test fu immediatamente seguito da altre quattro detonazioni quello stesso 28 maggio, più un sesto test eseguito il 30 maggio nel poligono secondario del deserto di Kharan (sempre nell'Ovest del paese).
Le reazioni della comunità internazionale allo sviluppo del programma nucleare pakistano furono severe: gli Stati Uniti, che fino a poco prima avevano negato il possesso di armi nucleari da parte del Pakistan, sospesero gli aiuti militari ed economici al paese nel 1990, in forza di un emendamento presentato dal senatore Larry Pressler; dopo i test del maggio 1998, il Pakistan fu oggetto insieme con l'India della risoluzione 1172 del Consiglio di sicurezza delle Nazioni Unite, subendo sanzioni economiche volte a impedirgli lo sviluppo del suo programma nucleare. Alla fine del 2012 l'arsenale pakistano comprendeva tra 90 e 110 testate nucleari; il Pakistan non ha mai testato ordigni all'idrogeno, anche se secondo alcune fonti potrebbe aver portato avanti un programma per costruire bombe al neutrone. Il Pakistan ha firmato il PTBT ma non il CTBT, realizzando sei test nucleari tutti sotterranei.

#### Israele

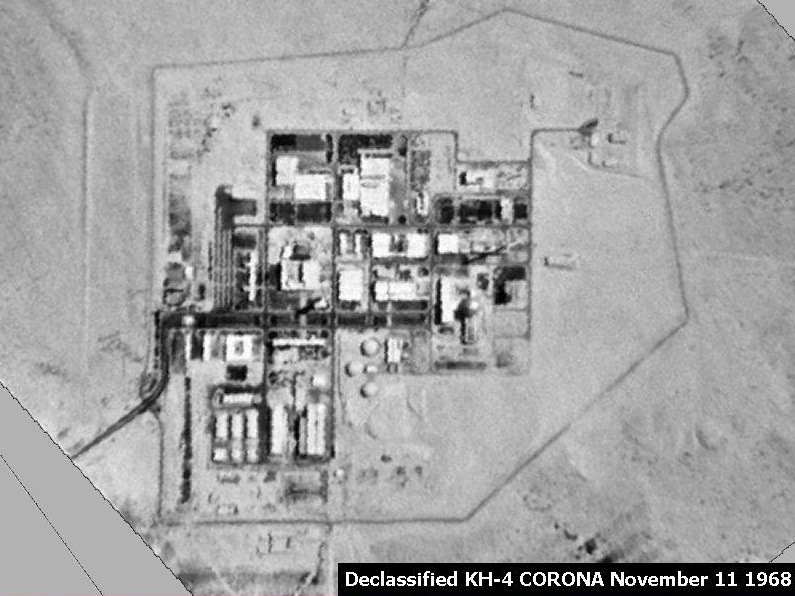
Immagine satellitare del reattore nucleare israeliano di Dimona

Il governo israeliano non ha né negato né confermato ufficialmente di possedere armi nucleari: questa politica dell'"ambiguità strategica" serve al paese per mantenere un livello di deterrenza nucleare al prezzo del minimo costo politico possibile. In ogni caso tutti gli analisti e gli esperti del settore concordano nel ritenere Israele uno Stato possessore di armi nucleari: informazioni in tal senso sono state raccolte da varie fonti, ma soprattutto dalle dichiarazioni rilasciate al The Sunday Times nel 1986 da Mordechai Vanunu, ex tecnico nucleare israeliano. Il programma nucleare militare israeliano sarebbe stato avviato a partire dal 1968, sfruttando il reattore e il centro di ricerca nucleare di Dimona costruito con l'aiuto dei francesi; sotto pressione da parte del governo di Washington, Israele consentì che esperti nucleari statunitensi ispezionassero Dimona sul finire degli anni sessanta, ma il programma proseguì indisturbato negli anni seguenti.
Israele non ha mai condotto test nucleari ufficiali, né essi sono stati rilevati da fonti terze; tuttavia, una delle possibili spiegazioni attribuite all'"incidente Vela" del 22 settembre 1979 (un satellite statunitense di tipo Vela rilevò quella che sembrava un'esplosione nucleare nell'Oceano Indiano, a sud delle coste sudafricane) è quella di un test nucleare segreto condotto da Israele con la collaborazione delle autorità sudafricane. Alla fine del 2012 l'arsenale israeliano comprendeva un totale di circa 80 testate anche se alcune stime arrivano fino a un massimo di 200 ordigni, comprese armi all'idrogeno e forse al neutrone; Israele ha ratificato il PTBT ma ha solo firmato il CTBT.

#### Corea del Nord

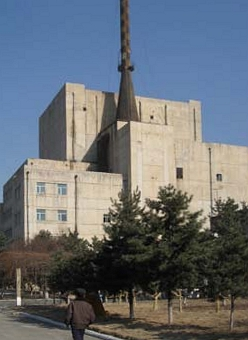
Il reattore nordcoreano di Yongbyon

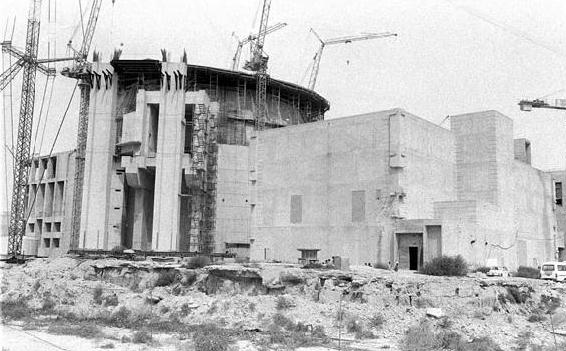
Il reattore nucleare iraniano di Bushehr, ancora in fase di costruzione prima del 1975

Il programma nucleare civile nordcoreano fu avviato all'inizio degli anni sessanta, quando con la collaborazione dell'URSS furono realizzati un reattore e un centro di ricerca nucleare a Yongbyon: il sito fu alla base del successivo programma militare, avviato nel 1980; sottoposta a forti pressioni internazionali, la Corea del Nord firmò e ratificò il TNP il 12 dicembre 1985, siglando poi nel settembre del 1991 un trattato con la Corea del Sud volto a vietare lo sviluppo, la sperimentazione e il possesso di armi nucleari nella penisola coreana. Nell'aprile del 1992 il paese sottoscrisse un accordo con l'AIEA per sottoporre i suoi impianti nucleari a periodiche ispezioni da parte degli esperti dell'agenzia, così come voleva il TNP: nel febbraio del 1993 tuttavia ai tecnici dell'AIEA fu vietato l'accesso a due sospetti siti nucleari nordcoreani, provocando proteste internazionali a cui il paese rispose minacciando l'uscita dal TNP; la crisi fu poi risolta nell'ottobre del 1994 tramite la negoziazione di un accordo quadro tra Stati Uniti e Corea del Nord, in base al quale la seconda promise di arrestare il suo programma nucleare in cambio della fornitura di combustibili da parte del primo.
L'accordo non bloccò definitivamente il programma nucleare nordcoreano, che continuò in segreto: nel novembre del 2002 uno studio della CIA denunciò la cooperazione tra Pakistan e Corea del Nord nel campo delle tecnologie nucleari e dei missili balistici, una violazione dell'accordo quadro che portò alla sua sospensione da parte degli Stati Uniti; in risposta, la Corea del Nord si ritirò dal TNP il 10 aprile 2003, riavviando ufficialmente il suo programma nucleare militare. Il 9 ottobre 2006 il governo nordcoreano annunciò di aver eseguito il suo primo test nucleare sotterraneo: l'analisi delle onde sismiche permise di localizzare il sito del test nella contea di Kilju, nel Nord-est del paese, ma la bassa potenza generata dalla detonazione (stimata da esperti terzi in meno di 1 chilotone) fece supporre che l'esperimento si risolse in definitiva in un fizzle (letteralmente "sibilo", in gergo un test nucleare fallito totalmente o parzialmente). Il test fu seguito dall'imposizione al paese di sanzioni economiche da parte dell'ONU (risoluzione 1718) e dall'avvio di nuovi negoziati, che tuttavia non portarono a nulla; il 25 maggio 2009 la Corea del Nord eseguì un secondo test nucleare sotterraneo nella contea di Kilju, questa volta stimato tra i 2 e gli 8 chilotoni. Alla fine del 2012 l'arsenale nucleare nordcoreano era stimato in meno di dieci testate disponibili; la Corea del Nord non ha firmato né il PTBT né il CTBT. Nel 2013 è avvenuto il terzo test nucleare sotterraneo, anche se non è chiaro se in realtà si sia trattato di una vera esplosione nucleare o di un bluff.

### Stati aderenti alla condivisione nucleare

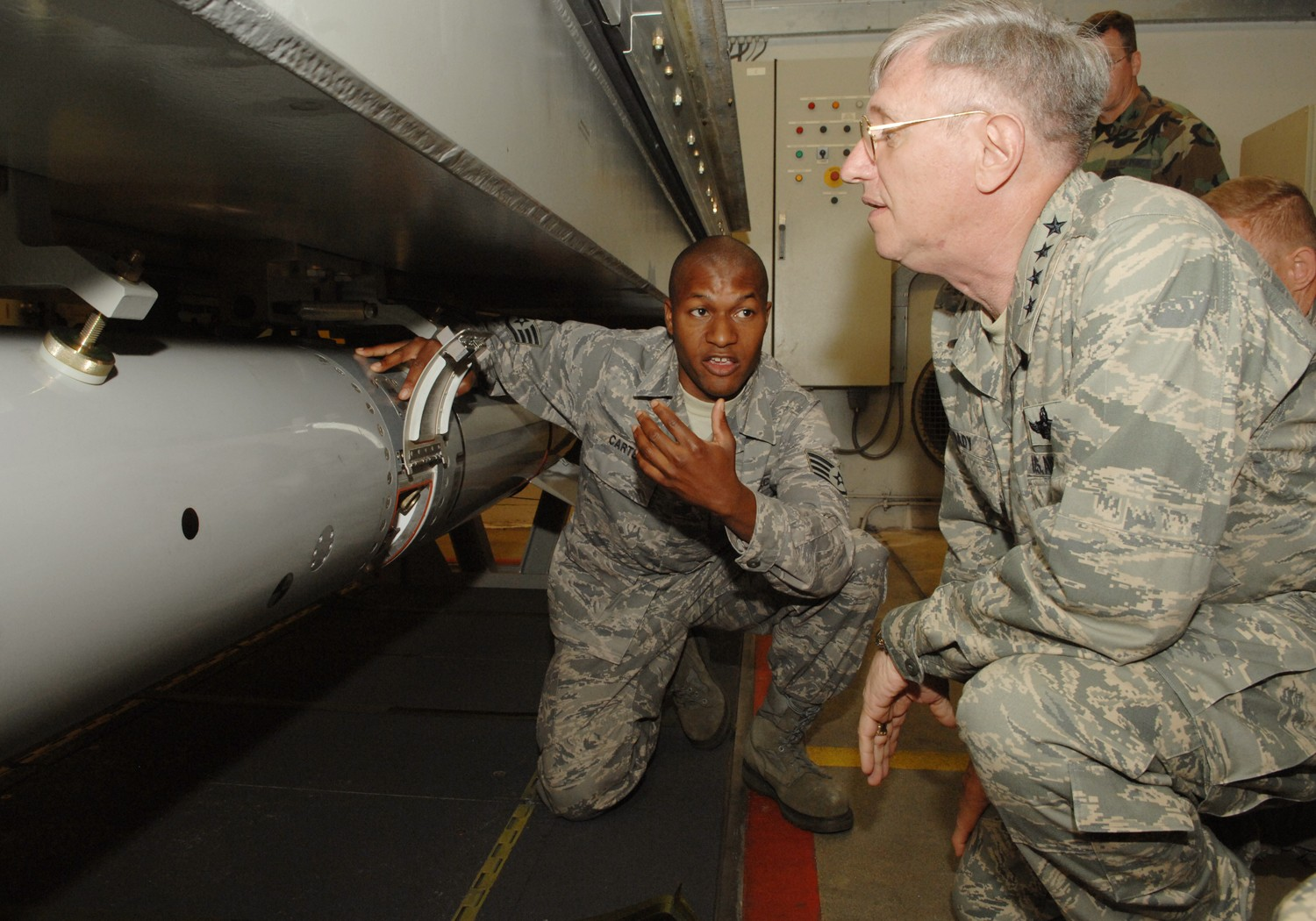
Personale militare statunitense ispeziona un'arma nucleare tattica nella base olandese di Volkel

La "condivisione nucleare" (nuclear sharing) è una dottrina messa a punto dalla NATO per preparare gli Stati aderenti non dotati di propri arsenali nucleari all'uso di armi atomiche in caso di conflitto. In sostanza una delle nazioni NATO, dotata di un proprio arsenale atomico, disloca un certo numero di sue testate sul territorio di un alleato che ne è sprovvisto, al fine di fornire preparazione e addestramento al personale militare di esso circa la manipolazione e l'impiego di tali armi. Dei tre paesi NATO dotati di un proprio arsenale nucleare (Stati Uniti, Regno Unito e Francia), solo gli Stati Uniti hanno fornito testate per il programma di nuclear sharing sotto forma di bombe aeronautiche tipo B61: la bomba, configurabile in varie versioni di diversa potenza, è classificabile sia come arma nucleare tattica sia come arma strategica. Al 2025 gli Stati Uniti mantengono circa 100 bombe B61 nelle versioni tattiche Mod 3 e Mod 4 presso sei basi aeree in cinque Stati della NATO: Belgio (base aerea di Kleine Brogel), Germania (base aerea di Büchel), Italia (base aerea di Aviano e base aerea di Ghedi), Paesi Bassi (base aerea di Volkel) e Turchia (base aerea di Incirlik). Armi nucleari statunitensi sono inoltre state dislocate in Canada fino al 1984, in Corea del Sud fino al 1991, in Grecia fino al 2001 e nel Regno Unito fino al 2008.
Nel marzo 2023 il governo russo ha annunciato l'avvio di un programma di condivisione nucleare con la Bielorussia, del tutto analogo al programma della NATO. Sono stati avvistati lavori presso la base militare di Asipovičy ritenuti compatibili con l'allestimento di un deposito per le testate nucleari tattiche russe, per quanto non è ancora chiaro se le armi siano state effettivamente dislocate sul territorio bielorusso. All'impiego delle armi nucleari russe sembra siano stati destinati anche i reparti aerei bielorussi dislocati nella base aerea di Lida.
Il programma della "condivisione nucleare" ha attirato pesanti critiche da varie parti perché violerebbe o quantomeno aggirerebbe i divieti imposti dal TNP, sottoscritto dagli Stati Uniti, dalla Russia, dalla Bielorussia e da tutti gli Stati della NATO. La NATO ha replicato a tali accuse sostenendo che le testate sono sempre sotto il controllo del personale militare statunitense, che ne sorveglia lo stoccaggio e ne detiene i codici di attivazione; in caso di guerra, inoltre, il TNP decadrebbe immediatamente e l'utilizzo diretto degli arsenali condivisi da parte degli Stati ospitanti sarebbe ammesso.

## Stati con armi nucleari nel passato

### Sudafrica

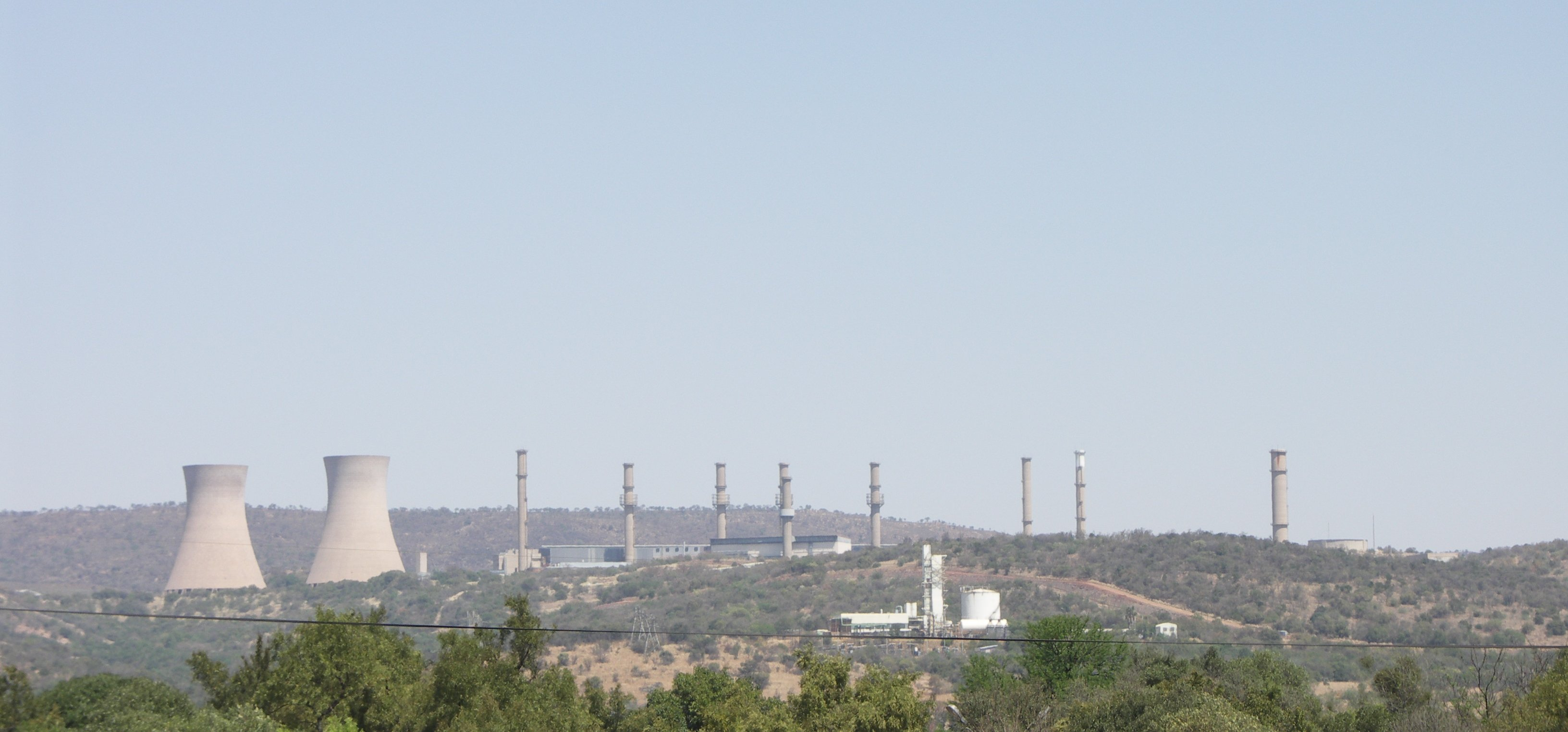
Il centro di ricerca nucleare sudafricano di Pelindaba

Il programma nucleare militare sudafricano fu avviato nel 1974 sotto il governo del primo ministro Balthazar Johannes Vorster, come risposta all'appoggio dato da Unione Sovietica e Cuba ai movimenti indipendentisti nelle colonie africane confinanti con il paese; già tre anni dopo i sudafricani realizzarono un centro di ricerca nucleare militare a Pelindaba, oltre a un sito per gli esperimenti nucleari vicino alla base militare di Vastrap, nel deserto del Kalahari. Quest'ultimo fu individuato da spie sovietiche nel 1977 e successivamente rilevato anche dai satelliti statunitensi: le due potenze si fecero promotrici di una forte pressione diplomatica sul Sudafrica perché non procedesse con i progettati test nucleari, e il sito di Vastrap fu smantellato poco dopo. Il programma nucleare del Sudafrica godette di un certo appoggio da parte di Israele, che fornì tecnologie e progetti in cambio di una grossa fornitura di uranio; tra la fine degli anni settanta e la fine degli anni ottanta il Sudafrica assemblò sei dispositivi nucleari completi (più un settimo mai completato): nessuno di essi fu mai testato, sebbene tra le spiegazioni dell'incidente Vela del settembre 1979 vi è anche quella di un test segreto sudafricano.
Con la fine della guerra fredda e il crollo del regime dell'apartheid, il Sudafrica decise spontaneamente di rinunciare al suo programma nucleare militare: le armi realizzate e gli impianti di ricerca militari furono tutti smantellati nel 1990, prima che il paese sottoscrivesse il TNP il 10 luglio 1991; successivamente il paese aderì al trattato di Pelindaba (istitutivo di una zona libera da armi nucleari in tutto il continente africano) nel 1996 e ratificò il CTBT nel 1999. A oggi il Sudafrica rimane l'unico tra i paesi che hanno costruito armi nucleari ad aver completamente smantellato di sua volontà il proprio arsenale.

### Bielorussia, Kazakistan e Ucraina

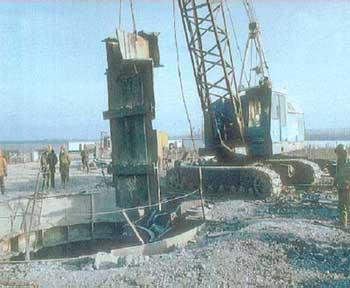
Un silo per missili balistici RT-23 viene demolito in Ucraina

La dissoluzione dell'Unione Sovietica nel 1991 comportò l'abbandono di un considerevole numero di testate nucleari in nazioni ora indipendenti; in particolare, tre dei nuovi Stati nati dalla dissoluzione si ritrovarono a gestire armi nucleari ex sovietiche: la Bielorussia, il Kazakistan e l'Ucraina.
La Bielorussia si ritrovò a gestire 81 missili balistici RT-2PM a testata singola e un numero ignoto di armi nucleari tattiche; già nella sua dichiarazione d'indipendenza il paese proclamò l'intenzione di diventare uno Stato libero da armi nucleari, e nel maggio del 1992 sottoscrisse il protocollo di Lisbona con cui si impegnava ad aderire al TNP (cosa avvenuta nel luglio del 1993) e al trattato START I (siglato nel febbraio del 1993). Le testate nucleari passarono sotto il controllo delle Forze armate russe, che provvidero al loro smantellamento o al loro trasferimento in Russia: le armi nucleari tattiche furono eliminate entro il maggio del 1992, mentre gli ultimi missili balistici lasciarono il territorio bielorusso nel novembre del 1996. La Bielorussia ha ratificato anche il CTBT.
Il Kazakistan si ritrovò in eredità un totale di 1 410 testate nucleari tra missili balistici R-36M e bombe per i bombardieri Tupolev Tu-95, il quarto arsenale nucleare del pianeta. Tutte le testate nucleari e i loro vettori furono smantellati o trasferiti in Russia entro il maggio del 1995: gli Stati Uniti collaborarono all'operazione con il Project Sapphire, trasferendo sotto il loro controllo un considerevole quantitativo di uranio arricchito custodito nel sito di Ust-Kamenogorsk; in aggiunta, il poligono nucleare ex sovietico di Semipalatinsk fu reso inattivo entro il luglio del 2000. Il Kazakistan ha sottoscritto il TNP, il CTBT e il trattato START I; l'11 dicembre 2008 il paese ha ratificato il trattato di Semey, che istituisce una zona libera da armi nucleari nel territorio delle ex repubbliche sovietiche dell'Asia centrale.
Nel 1991 l'Ucraina si ritrovò a controllare circa 5 000 testate nucleari tra armi strategiche e tattiche, il terzo arsenale nucleare mondiale dopo Russia e Stati Uniti; a discapito di una certa opposizione interna, il Paese scelse fin dall'inizio la denuclearizzazione e in accordo con il memorandum di Budapest del dicembre 1994 entro il giugno del 1996 tutte le armi nucleari (e i loro vettori) furono smantellate o trasferite in Russia. L'Ucraina ha ratificato il TNP, il CTBT e il trattato START I.

## Stati che hanno pianificato in passato di dotarsi di armi nucleari

### Germania
Il programma nucleare militare tedesco fu avviato nell'aprile del 1939 sotto il nome di "progetto Uranverein", coinvolgendo i massimi esperti di fisica nucleare del paese come Werner Karl Heisenberg, Kurt Diebner, Otto Hahn e altri; nonostante il progetto fosse sotto il controllo delle autorità militari, esso si sviluppò lentamente sia a causa delle difficoltà di approvvigionamento e produzione del materiale fissile, sia per lo scarso sostegno da parte delle autorità naziste, che vi destinarono poche risorse. Generalmente si ritiene che il programma non arrivò mai a realizzare un reattore nucleare funzionante, e di conseguenza ad assemblare un'arma atomica; tuttavia vi sono varie testimonianze circa la conduzione di test nucleari da parte dei tedeschi: secondo lo storico tedesco Rainer Karlsch, tra il 3 e il 4 marzo 1945 un test fu condotto a Ohrdruf, in Turingia, ma con una potenza così bassa (circa 0,1 chilotoni) da far supporre che si sia trattato di una "bomba sporca" piuttosto che di un vero e proprio ordigno nucleare. La caduta della Germania nazista alla fine della seconda guerra mondiale portò allo smantellamento del programma tedesco, e scienziati e documentazione relativi a esso furono catturati da agenti americani nell'ambito dell'operazione Alsos; la successiva Repubblica Federale Tedesca ratificò il TNP il 2 maggio 1975.

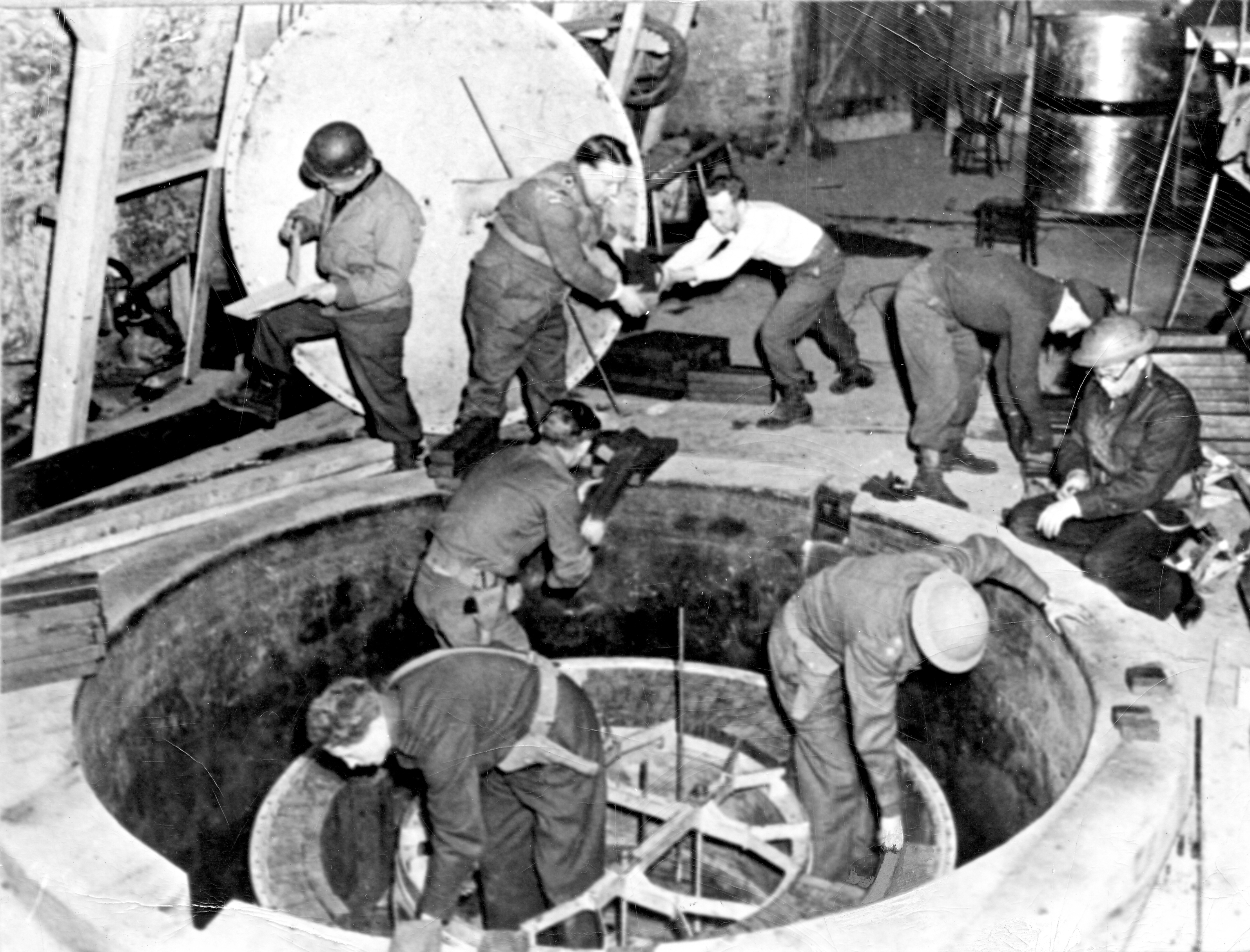
Soldati americani ispezionano un reattore sperimentale tedesco a Haigerloch, nell'aprile del 1945

### Giappone
Il Giappone avviò due distinti programmi militari nucleari: il primo fu avviato nel luglio del 1941 negli istituti della RIKEN a Tokyo, sotto la direzione del professor Yoshio Nishima per conto dell'esercito imperiale giapponese, allo scopo di assemblare un ordigno nucleare; un secondo programma fu avviato nel 1942 a Kyōto, sotto il professor Bunsaku Arakatsu per conto della Marina imperiale giapponese, mirante più che altro alla costruzione di un reattore nucleare. La scarsità di fondi, tecnologie e materiali fissili rallentò i programmi, che non arrivarono mai a raggiungere i loro obiettivi; la resa del Giappone alla fine della seconda guerra mondiale pose fine ai progetti, e tutte le apparecchiature realizzate furono distrutte dagli americani. Il Giappone odierno ha ratificato il TNP l'8 giugno 1976: la legge nucleare nazionale impone al paese di sviluppare solo tecnologie nucleari civili, vietandogli il possesso, la costruzione e l'introduzione sul suolo nazionale di qualsiasi tipo di ordigno atomico.

### Jugoslavia
Sotto il governo di Josip Broz Tito, la Jugoslavia avviò un programma nucleare militare sul finire degli anni quaranta, parallelamente allo sviluppo dell'analogo programma civile; lo scopo principale era quello di realizzare un arsenale deterrente contro una possibile invasione sovietica del paese. Ristrettezze economiche e la nuova posizione assunta dal paese contro la proliferazione nucleare (sancita dall'adesione della Jugoslavia al TNP il 10 luglio del 1968), portarono al congelamento del programma militare nei primi anni sessanta; questi tuttavia riprese per volere di Tito nel 1974, come risposta ai test nucleari indiani e per riguadagnare una posizione di prestigio tra gli Stati non allineati. Il programma militare continuò anche dopo la morte di Tito nel 1980, anche se nessun ordigno fu mai assemblato; nel 1987, anche nell'ambito del ripensamento del nucleare civile nazionale dopo il disastro di Černobyl', il programma fu definitivamente cancellato dal nuovo governo jugoslavo.

### Svezia
Nel 1955 il governo della neutrale Svezia valutò la possibilità di avviare un programma nucleare militare parallelamente allo sviluppo dell'analogo programma civile: lo scopo era quello di dotarsi di una forza deterrente contro la minaccia potenziale rappresentata dall'arsenale nucleare sovietico, in pieno sviluppo. Fu ammassato abbastanza materiale fissile per produrre ordigni da 20 chilotoni, ma il programma incontrò forti opposizioni in seno al governo anche per gli alti costi di sviluppo; il programma fu poi abbandonato alla metà degli anni sessanta, e il 19 agosto 1968 la Svezia sottoscrisse il TNP.

### Svizzera
Intorno al 1957 il governo svizzero prese in considerazione l'idea di dotarsi di armi nucleari come deterrente per garantire la propria neutralità; l'esercito svizzero stilò un dettagliato piano per la progettazione e la costruzione di armi nucleari tattiche come bombe d'aereo e proiettili d'artiglieria dotati di carica nucleare, ma gli altissimi costi di sviluppo (valutati in poco meno di tre miliardi di franchi svizzeri) portarono all'annullamento del programma nei primi anni sessanta. La Svizzera siglò il TNP il 27 novembre 1969.

### Italia
Progetti per lo sviluppo di un programma nucleare militare italiano furono elaborati da ambienti delle Forze armate italiane tra la fine degli anni 1960 e l'inizio degli anni 1970, in seguito al fallimento della proposta di istituire un programma condiviso con gli alleati della NATO, e inclusero anche la sperimentazione di un missile balistico (l'Alfa); gli ambienti politici italiani furono tuttavia poco propensi a dare seguito a simili progetti, e nessun programma per l'assemblaggio di armi nucleari fu mai concretamente messo in atto. Ogni interesse italiano per lo sviluppo di un proprio deterrente nucleare nazionale cessò del tutto nel 1975, con l'adesione dell'Italia al Trattato di non proliferazione nucleare. Attualmente l'Italia non produce né possiede armi nucleari ma partecipa al programma di "condivisione nucleare" della NATO.

### Egitto
Il presidente Gamal Abd el-Nasser avviò un programma militare nucleare egiziano alla metà degli anni sessanta, dopo la scoperta della costruzione del primo reattore nucleare israeliano di Dimona; il governo egiziano tentò di acquisire tecnologie nucleari da URSS e Cina ma andò incontro a un fallimento e il suo programma militare non approdò a niente. Dopo la caduta di Nasser, al fine di migliorare le relazioni tra Egitto e USA il suo successore Anwar al-Sadat ratificò il TNP il 26 febbraio 1981, ponendo fine al programma nucleare militare egiziano.

### Taiwan(Repubblica di Cina)
Nonostante la firma del TNP il 1º luglio 1967, il leader cinese Chiang Kai-shek avviò il programma nucleare militare di Taiwan nel 1970, come risposta allo sviluppo dell'arsenale atomico della vicina Repubblica Popolare Cinese; sotto il nome in codice di "Hsin Chu" (dal nome dell'omonima città sede del primo reattore nucleare nazionale), il programma portò alla realizzazione di un sito per la produzione di plutonio, ma il pericolo che il suo sviluppo potesse innescare una guerra con la Cina spinse gli Stati Uniti a fare forti pressioni sul governo di Taipei perché vi rinunciasse, cosa avvenuta nel 1978. Il programma militare fu riavviato in segreto nel 1987, ma la defezione in favore degli Stati Uniti del colonnello Chang Hsien-yi (direttore del centro di ricerca nucleare) portò alla sua scoperta, ed esso fu definitivamente chiuso nel 1988 quando le scorte di plutonio prodotto furono consegnate agli americani e all'AIEA.

### Corea del Sud
La Corea del Sud avviò un proprio programma nucleare militare nel 1971, anche come reazione al parziale ritiro di truppe americane dalla penisola; per evitare tensioni con il vicino settentrionale, gli Stati Uniti si fecero promotori di forti pressioni diplomatiche perché il governo di Seul abbandonasse il progetto, cosa avvenuta nell'aprile del 1975 con la ratifica del TNP. Nel 2004 il paese fu oggetto di una campagna di ispezioni da parte dell'AIEA dopo che alcuni scienziati avevano condotto esperimenti non autorizzati per la produzione di plutonio: il governo sudcoreano collaborò alle ispezioni e nel giugno del 2008 l'AIEA confermò che il programma nucleare di Seul rispettava gli standard per un uso pacifico.

### Iraq
Firmatario del TNP il 1º luglio 1968, l'Iraq di Saddam Hussein avviò un proprio programma nucleare militare all'inizio degli anni settanta, principalmente come risposta all'arsenale nucleare israeliano nonché come mezzo per affermare la nazione come potenza regionale; a partire dal 1980, con lo scoppio della guerra Iran-Iraq, lo sviluppo del programma divenne anche un forte strumento di pressione militare e diplomatica. Inizialmente il paese si concentrò sull'importazione di grossi quantitativi di uranio da Portogallo, Brasile e Nigeria, a cui seguì la costruzione di un rettore nucleare acquistato dalla Francia (chiamato "Osirak") nei pressi di Baghdad a partire dal 1979; questo sito fu danneggiato nel corso della guerra Iran-Iraq da un bombardamento aereo iraniano il 30 settembre 1980, e poi definitivamente reso inoperativo da un secondo attacco aereo condotto da caccia israeliani il 7 giugno 1981. Il programma nucleare iracheno proseguì per tutti gli anni ottanta, concentrandosi sulla produzione di uranio arricchito e sulla presunta progettazione di un semplice ordigno a implosione; per i primi anni novanta l'Iraq disponeva ormai delle conoscenze necessarie per assemblare un ordigno atomico, ed era ostacolato solo dalla mancanza di sufficiente materiale fissile. La sconfitta irachena nella guerra del Golfo portò a un forzato stop del programma nucleare nazionale: la risoluzione 687 del Consiglio di sicurezza delle Nazioni Unite impose al paese di smantellare qualsiasi programma concernente armi di distruzione di massa e di distruggerne i componenti; fu istituita una commissione congiunta di esperti delle Nazioni Unite e dell'AIEA per provvedere allo smantellamento del programma nucleare dell'Iraq e, nonostante la scarsa collaborazione irachena, entro l'ottobre del 1997 l'operazione fu portata a termine con la rimozione di tutti i componenti utilizzabili per l'assemblaggio di armi e i materiali fissili. Le ispezioni dell'AIEA cessarono nel dicembre del 1998, ma, a dispetto delle accuse avanzate dalle autorità americane in tal senso, non esistono prove che il governo di Saddam abbia ripreso il programma nucleare dopo quella data: un nuovo ciclo di ispezioni condotte dall'AIEA nei primi tre mesi del 2003 non portò a nulla, come pure quelle condotte dagli esperti delle Nazioni Unite dopo l'invasione americana dell'Iraq nel marzo-aprile 2003.

### Libia

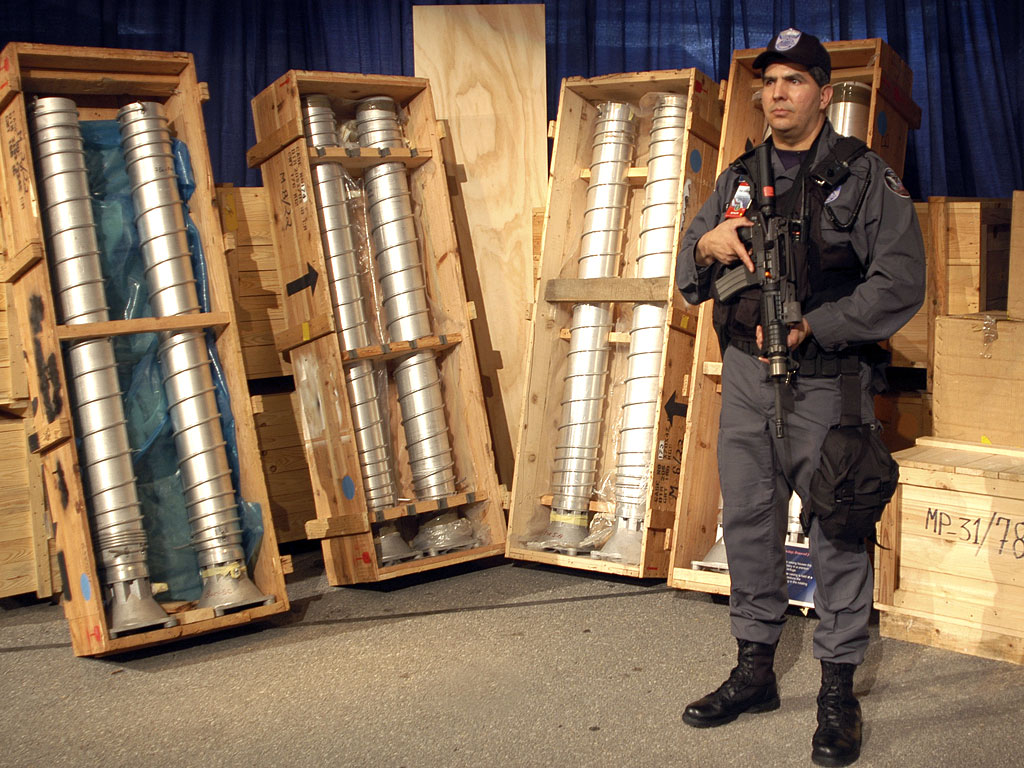
Un agente statunitense del centro di sicurezza Y-12 posa accanto alle parti sequestrate di centrifughe per la produzione di uranio arricchito destinate al programma nucleare libico

La Libia sottoscrisse il TNP nel luglio del 1968 (la ratifica arrivò poi il 26 maggio 1975), ma dopo il colpo di Stato che portò al potere Muʿammar Gheddafi il paese avviò un programma nucleare militare segreto nei primi anni settanta, principalmente come risposta all'analogo programma israeliano. Dopo il fallimento delle trattative aperte con Cina e India per acquistare armi nucleari complete, tra il 1970 e il 1980 il paese iniziò a importare tecnologie nucleari e ingenti quantità di uranio, sfruttando il mercato nero messo in piedi dallo scienziato pakistano Abdul Qadeer Khan e senza rivelare nulla agli esperti dell'AIEA; nel 1981 un centro di ricerca nucleare fu costruito a Tagiura, nei pressi di Tripoli, con l'assistenza dell'Unione Sovietica, e qui gli scienziati libici iniziarono a condurre esperimenti illegali per l'arricchimento dell'uranio. Nei primi anni ottanta la Libia avviò contatti con Francia, Unione Sovietica e Belgio per costruire un reattore nucleare, ma le sanzioni imposte al paese a partire dal 1986 per il suo appoggio al terrorismo internazionale fecero fallire le trattative; a dispetto della pessima situazione economica generata dalle sanzioni, la Libia intensificò il suo programma nucleare per tutti gli anni novanta, anche se nell'aprile del 1996 il paese aderì al trattato di Pelindaba per una zona libera da armi nucleari in Africa. Gli attentati dell'11 settembre 2001 e la seguente invasione dell'Iraq del marzo 2003 convinsero Gheddafi a cercare una distensione nei rapporti tra la Libia e le potenze occidentali: dopo lunghe trattative, nel gennaio del 2004 esperti nucleari americani e britannici provvidero a smantellare gli impianti di ricerca libici, e il paese si sottomise ai protocolli stabiliti dall'AIEA.

### Brasile
Governato da una dittatura militare, il Brasile iniziò a pianificare un proprio programma nucleare militare a partire dal 1964, nonostante il 14 febbraio 1967 il paese avesse siglato e ratificato il trattato di Tlatelolco per la costituzione di una zona libera da armi nucleari in tutto il Sud e Centro America; sfruttando l'importazione legale di tecnologie nucleari dalla Germania Ovest, un programma militare segreto ("operazione Solimões") fu avviato concretamente nel 1975: furono costruiti impianti per l'arricchimento dell'uranio e la produzione di plutonio, oltre a un vasto complesso per i test nucleari ("Campo de Provas Brigadeiro Velloso") nei pressi della Serra do Cachimbo, nel cuore dell'Amazzonia. Con il ritorno a un governo civile, il Brasile abbandonò il suo programma militare a partire dal 1988, con un apposito articolo della nuova costituzione che ammetteva solo le attività nucleari pacifiche; il paese aderì al TNP il 18 settembre 1998.

### Argentina
Anche come risposta all'analogo programma brasiliano, la giunta militare al governo in Argentina avviò un proprio programma nucleare militare nel 1978; furono realizzati centri di ricerca e per la produzione di plutonio, ma il ritorno a un governo civile nel 1983 pose fine al programma militare, che fu cancellato. L'Argentina ratificò il trattato di Tlatelolco il 18 gennaio 1994 (più di ventisei anni dopo averlo firmato), e aderì al TNP il 10 febbraio 1995.

### Romania
Nonostante avesse sottoscritto il TNP il 1º luglio 1968, la Romania del dittatore Nicolae Ceaușescu avviò un programma nucleare militare segreto a partire dai primi anni 1980, presso il centro di ricerca nucleare di Măgurele e sotto la stretta supervisione della Securitate; fu prodotto plutonio e uranio arricchito, ma nessun ordigno fu mai assemblato. Con la caduta di Ceaușescu nel dicembre del 1989 il programma fu cancellato, e tutti gli impianti nucleari romeni furono aperti alle ispezioni dell'AIEA.

### Algeria
Nei primi anni 1980 il governo algerino valutò la possibilità di dotarsi di armi nucleari: due nuovi reattori furono costruiti tra il 1985 e il 1990 con l'assistenza di Cina e Argentina, ma il paese subì forti pressioni internazionali perché sottoponesse il suo programma nucleare al controllo dell'AIEA. Il 12 gennaio 1995 l'Algeria aderì al TNP, e successivamente ratificò anche il trattato di Pelindaba.

## Stati sospettati di aver progettato un programma nucleare militare

### Spagna
Nel 1980 esperti statunitensi avanzarono il sospetto che il regime di Francisco Franco avesse intrapreso un programma nucleare militare segreto a partire dai primi anni sessanta, cancellandolo poi di propria volontà poco dopo il 1970; ciò era in parte motivato dal rifiuto della Spagna di aderire al TNP nel 1968, anche se non esiste nessuna prova certa dell'esistenza di un programma nucleare militare spagnolo. La Spagna aderì poi al TNP il 5 novembre 1987.

### Arabia Saudita
Non ci sono prove che il governo saudita abbia mai avviato un proprio programma nucleare, sebbene accuse in tal senso siano state più volte avanzate; gran parte di queste accuse si basano sulle dichiarazioni rilasciate da Mohammed al Khilewi, un diplomatico saudita che defezionò in favore degli Stati Uniti nel 1994: Khilewi affermò che un programma nucleare militare saudita fu avviato nel 1975, oltre al fatto che durante gli anni ottanta il governo di Riad finanziò i programmi nucleari di Iraq e soprattutto Pakistan. Le affermazioni di Khilewi hanno trovato pochi riscontri, e generalmente gli analisti sostengono che l'Arabia Saudita dispone di risorse e conoscenze in campo nucleare troppo limitate per poter avviare un programma militare; il governo saudita sottoscrisse il TNP il 3 ottobre 1988.

### Siria

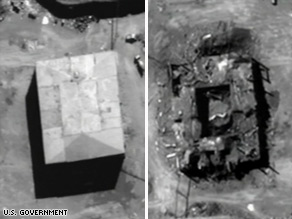
Il presunto reattore siriano di "Al-Kibar", prima e dopo l'attacco israeliano

Fonti di intelligence israeliane e americane hanno più volte indicato la Siria come uno Stato interessato a sviluppare armamenti atomici, anche se i dati disponibili indicano che il Paese non dispone delle conoscenze tecniche adeguate. La Siria ratificò il TNP il 24 settembre 1968, ma, sebbene un'agenzia nazionale per il nucleare fosse stata istituita già nel 1976, un primo abbozzo di programma non fu iniziato prima del 1996, quando un piccolo reattore per la ricerca scientifica fu attivato nei pressi di Damasco con l'aiuto della Cina; nonostante l'interesse dei militari per il programma nucleare, ristrettezze economiche e mancanza di appoggi internazionali in materia impedirono che esso potesse svilupparsi. Il 6 settembre 2007, aerei israeliani attaccarono installazioni siriane nel governatorato di Deir el-Zor, nel Nord-est del paese, distruggendole completamente: il sito, noto come "Al-Kibar", fu indicato da fonti dell'intelligence americane come un reattore nucleare destinato alla produzione di plutonio, costruito con l'appoggio della Corea del Nord; il governo siriano negò fermamente che il sito avesse a che fare con il programma atomico nazionale, anche se ispettori dell'AIEA che visitarono Al-Kibar nel giugno del 2008 rilevarono elementi che facevano pensare alla presenza di un reattore nucleare tra le installazioni bombardate.

### Iran
Il programma nucleare civile iraniano ebbe inizio sul finire degli anni 1950, quando con l'aiuto degli Stati Uniti fu costruito un centro di ricerca a Teheran, mentre sul finire degli anni 1970 fu avviata a Bushehr la costruzione di un primo reattore nucleare; il governo dello scià Mohammad Reza Pahlavi firmò il TNP il 1º luglio 1968, ratificandolo poi nel febbraio del 1970. La Rivoluzione iraniana del 1979 e la lunga guerra con l'Iraq bloccarono lo sviluppo del nucleare in Iran, che riprese solo alla metà degli anni 1990: la nuova repubblica islamica dell'Iran avviò cooperazioni in campo nucleare con Pakistan e Cina, mentre la Russia collaborò alla ripresa dei lavori del reattore di Bushehr; gli Stati Uniti, tuttavia, avanzarono sospetti che il programma nucleare iraniano nascondesse propositi militari, e intrapresero manovre diplomatiche per ostacolarlo.
Il 14 agosto 2002 il Consiglio Nazionale della Resistenza Iraniana (organismo contrario al regime islamico di Teheran) rivelò la presenza in Iran di siti nucleari tenuti segreti e dediti all'arricchimento dell'uranio nei pressi di Arak e Natanz. In effetti, come reso noto da rapporti dell'AIEA nel 2011 e da vari documenti iraniani trafugati e resi pubblici dai servizi di intelligence israeliani nel 2018, l'Iran sembra abbia avviato un programma nucleare militare (nome in codice "Progetto AMAD") alla fine degli anni 1980, comprensivo di piani per l'arricchimento dell'uranio, l'assemblaggio di ordigni e la loro sperimentazione; il governo iraniano ha sempre negato l'esistenza del programma. Come indicato dalla AIEA, il Progetto AMAD ebbe fine nel 2003, quando l'Iran sottoscrisse un accordo di cooperazione con la stessa AIEA che aprì le sue strutture nucleari alle ispezioni dell'agenzia; una fatwa emessa nello stesso anno dalla Guida suprema dell'Iran, l'ayatollah Ali Khamenei, vietò formalmente la produzione e lo stoccaggio di armi nucleari nel paese. L'Iran sospese l'accordo di cooperazione con l'AIEA nel 2006, dopo che l'agenzia ebbe scoperto che parti del programma nucleare iraniano erano state tenute celate alle sue ispezioni; gli iraniani ripresero quindi il programma di arricchimento dell'uranio, sostenendo che esso era diretto unicamente a rifornire il reattore civile di Bushehr (completato poi nell'agosto 2010). L'AIEA deferì le attività dell'Iran al Consiglio di Sicurezza dell'ONU, il quale varò le prime sanzioni economiche ai danni del paese nel 2006.
Nel settembre 2009 le autorità statunitensi denunciarono la scoperta di una nuova struttura segreta del programma nucleare iraniano, situata in un complesso sotterraneo a Fordow nei pressi di Qom, dedita all'arricchimento dell'uranio e ritenuta incompatibile con i fini di un programma nucleare civile. Le discussioni internazionali sul programma nucleare iraniano furono nuovamente portate al Consiglio di Sicurezza dell'ONU che, nel giugno 2010, inflisse nuove sanzioni economiche al paese; attacchi informatici tramite il virus "Stuxnet", messi in atto probabilmente dai servizi segreti israeliani e statunitensi, presero quindi di mira le strutture iraniane dedite all'arricchimento dell'uranio. Le trattive diplomatiche sul programma nucleare iraniano conobbero tuttavia una svolta nel 2013, dopo l'elezione del moderato Hassan Rohani alla presidenza della nazione, e il 14 luglio 2015 l'Iran sottoscrisse un trattato (denominato "Piano d'azione congiunto globale" ma comunemente noto come accordo sul nucleare iraniano) con i membri del gruppo "P5+1" (i cinque membri permanenti del Consiglio di sicurezza dell'ONU più la Germania): in cambio dell'allentamento delle sanzioni economiche internazionali, l'Iran si impegnò a riaprire tutte le sue strutture nucleari alle ispezioni dell'AIEA, a ridurre per un periodo di 15 anni le sue attività di arricchimento dell'uranio contenendo l'arricchimento stesso entro il limite del 3,67% e a fermare qualsiasi attività potenzialmente idonea a realizzare ordigni atomici.
Pur con alcune criticità, l'attuazione dell'accordo venne giudicata positivamente dalle parti coinvolte e bloccò le attività iraniane di arricchimento dell'uranio al di sotto del limite previsto per l'uso civile. Nel maggio 2018, tuttavia, la prima amministrazione del presidente Trump decise di ritirare gli Stati Uniti dall'accordo, motivando la mossa con la mancanza di clausole limitative del programma di missili balistici iraniano e la prevista breve durata della sospensione del programma di arricchimento dell'uranio. In risposta al ripristino delle sanzioni economiche da parte degli Stati Uniti, l'Iran riprese alcune operazioni nucleari vietate dall'accordo, tra cui l'arricchimento dell'uranio oltre i limiti civili presso l'impianto di Fordow; nel gennaio 2020, con l'ulteriore inasprirsi dei rapporti tra Teheran e Washington dato dall'assassinio per mano statunitense del generale iraniano Qasem Soleimani e la conseguente rappresaglia militare iraniana, l'Iran annunciò la decadenza di qualsiasi limite alle sue attività di arricchimento dell'uranio. Le trattative diplomatiche tra Stati Uniti e Iran continuarono negli anni seguenti, anche sotto la presidenza di Joe Biden e la seconda presidenza di Donald Trump, ma senza esito: Washington pretese l'inclusione nell'accordo della limitazione del programma relativo ai missili balistici, cosa rifiutata nettamente dagli iraniani, e la sospensione dell'arricchimento dell'uranio come prerequisito per la sospensione delle sanzioni economiche, con gli iraniani a chiedere invece l'inverso. Durante questo periodo le ispezioni dell'AIEA ai siti nucleari iraniani vennero limitate, per poi essere sospese nel 2021. Le attività di arricchimento dell'uranio conobbero un drastico incremento, e nel dicembre 2024 l'AIEA denunciò che l'Iran aveva prodotto diversi chilogrammi di uranio altamente arricchito, raggiungendo un livello di arricchimento di circa il 60%: una percentuale nettamente superiore all'uranio per uso civile, per quanto ancora lontana da quella necessaria alla costruzione di un ordigno nucleare.
Nel giugno 2025, nell'ambito degli scontri della guerra Iran-Israele, aerei israeliani prima e statunitensi poi bombardarono pesantemente tutte le più importanti strutture iraniane dedicate allo sviluppo del programma nucleare, tra cui gli impianti di arricchimento di Natanz e Fordow e il centro di ricerca di Isfahan.